# Landschapsbeheer Nederland
Landschapsbeheer Nederland was een natuur- en landschapsorganisatie, die zich inspande voor een goed beheer van het Nederlandse landschap. De organisatie had een eigen bureau, maar het feitelijk werk werd grotendeels door de aangesloten twaalf zelfstandige provinciale organisaties Landschapsbeheer verricht. Zo'n provinciale organisatie noch de landelijke organisatie had eigen terreinen in bezit.

## Historie
De organisatie is in 1976 opgericht als '"Landelijk Overleg Vrijwillig Landschapsbeheer"', ging in 1979 Landelijk Overleg Natuur- en Landschapsbeheer heten om in 1995 de naam Landschapsbeheer Nederland te krijgen. In het overleg  namen verschillende organisaties deel waaronder het IVN, de ANWB, Natuurmonumenten en Natuur en Milieu.
Op 1 januari 2016 zijn de werkzaamheden van de stichting overgegaan naar de stichting LandschappenNL. De provinciale organisaties bleven bestaan.

## Werkzaamheden
Op landelijk niveau zette Landschapsbeheer Nederland zich voor het landschap in door kennis te vergaren, bij het rijk te lobbyen en landelijke projecten te coördineren.
De provinciale organisaties ondersteunen vrijwilligers bij landschapsbeheer, verstrekken kennis en adviezen aan eigenaren of beheerders over beheer en inrichting en voeren projecten uit op provinciaal niveau.
In sommige provincies zijn de provinciale organisaties gefuseerd met een provinciaal Landschap. In Zuid-Holland is de organisatie opgeheven.
Bekende activiteiten zijn bijvoorbeeld het onderhoud van houtsingels en weidevogelbeheer. Landschapsbeheer Nederland is landelijk coördinator van de natuurwerkdag.

## Provinciale Stichtingen voor landschapsbeheer in Nederland
De provinciale Stichtingen voor landschapsbeheer bezitten, anders dan Provinciale Landschappen geen eigen terreinen. Ze onderhouden landschappen die bij anderen in eigendom zijn, assisteren bijvoorbeeld bij de snoei van hoogfruit en helpen bij agrarisch natuurbeheer. Daarbij wordt veelvuldig gebruikgemaakt van de hulp van vrijwilligers.
De Provinciale Stichtingen voor Landschapsbeheer in Nederland zijn (oprichtingsjaar):
- Landschapsbeheer Groningen (1983)
- Landschapsbeheer Friesland (1983)
- Landschapsbeheer Drenthe (1981)
- Landschapsbeheer Flevoland (1999)
- Landschap Overijssel (1932) (fusie van Het Overijssels Landschap en Landschapsbeheer Overijssel)
- Landschapsbeheer Gelderland (1986)
- Landschap Erfgoed Utrecht
- Landschap Noord-Holland (fusie van Het Noord-Hollands Landschap en Landschapsbeheer Noord-Holland)
- Landschapsbeheer Zuid-Holland (ca. 1982), (opgeheven 2013)
- Landschapsbeheer Zeeland (1982)
- Coördinatiepunt Landschapsbeheer van Het Brabants Landschap (sinds 1980 deze taak)
- Stichting Instandhouding Kleine Landschapselementen in Limburg (IKL) (1981)